# Amber Holt
Amber Holt, née le 7 juin 1985 à Norcross, en Géorgie, est une joueuse américaine de basket-ball.  

## Biographie

### Formation
À la Meadowcreek High School à Norcross, elle inscrit en moyenne 19,1 points, 7,0 rebonds et 4,5 passes décisives en senior. Elle est la première joueuse de son lycée à être élue dans le meilleur cinq de l'État. Elle s'inscrit au Southeastern Illinois College en NJCAA. Freshman, elle figure dans le deuxième cinq du pays avec 20,3 points, 10,9 rebonds et 3,6 interceptions, puis dans le meilleur cinq en sophomore avec 20,2 points, 9,5 rebounds, 4,9 passes décisives et 4,0 interceptions pour conduire Southern Illinois à un bilan de 33 victoires pour 3 défaites et une cinquième place au classement national NJCAA.
Elle rejoint Middle Tennessee State University en NCAA. En senior pour la saison 2007–2008, elle est meilleure marqueuse nationale, avec un record battu de l'université à 44 points.

### WNBA
Lors de la Draft WNBA 2008, elle est choisie en 9e position par le Sun du Connecticut et figure en fin d'année parmi les cinq meilleures rookies. Elle est transférée au Shock de Tulsa contre le 7e choix de la draft 2011 et un second tour de draft. Elle est coupée par le Shock 15 mai 2012, mais rappelée le 18 juin de la même année. En 2013, elle ne dispute que la pré-saison avec le Shock.

### Étranger
Elle débute à l'étranger en Hongrie au club de Sopron en 2008-2009 pour 11,3 points à 44,9 % en 17 rencontres, puis 13,4 pints et 5,2 rebonds en Euroligue l'année suivante. Elle y retourne en 2010-2011 pour 14,6 points à 56,4% % et 4,7 rebonds en 27 rencontres. En 2011-2012, elle commence la saison en Pologne au Lider Pruskow (11,6 points à 35,5% en 14 matches) puis la poursuit au club de Ramat Hasharon (13,5 points à 44,1 % en 10 matches). En 2012-2013, elle retourne à Sopron pour disputer le championnat (10,0 points à 49,4 % et 4,8 rebonds en 10 matches) et six rencontres en Euroligue (7,5 points à 35,0% en six matches).

## Distinctions personnelles
- WNBA All-Rookie Team 2008 [8]